# Capirote

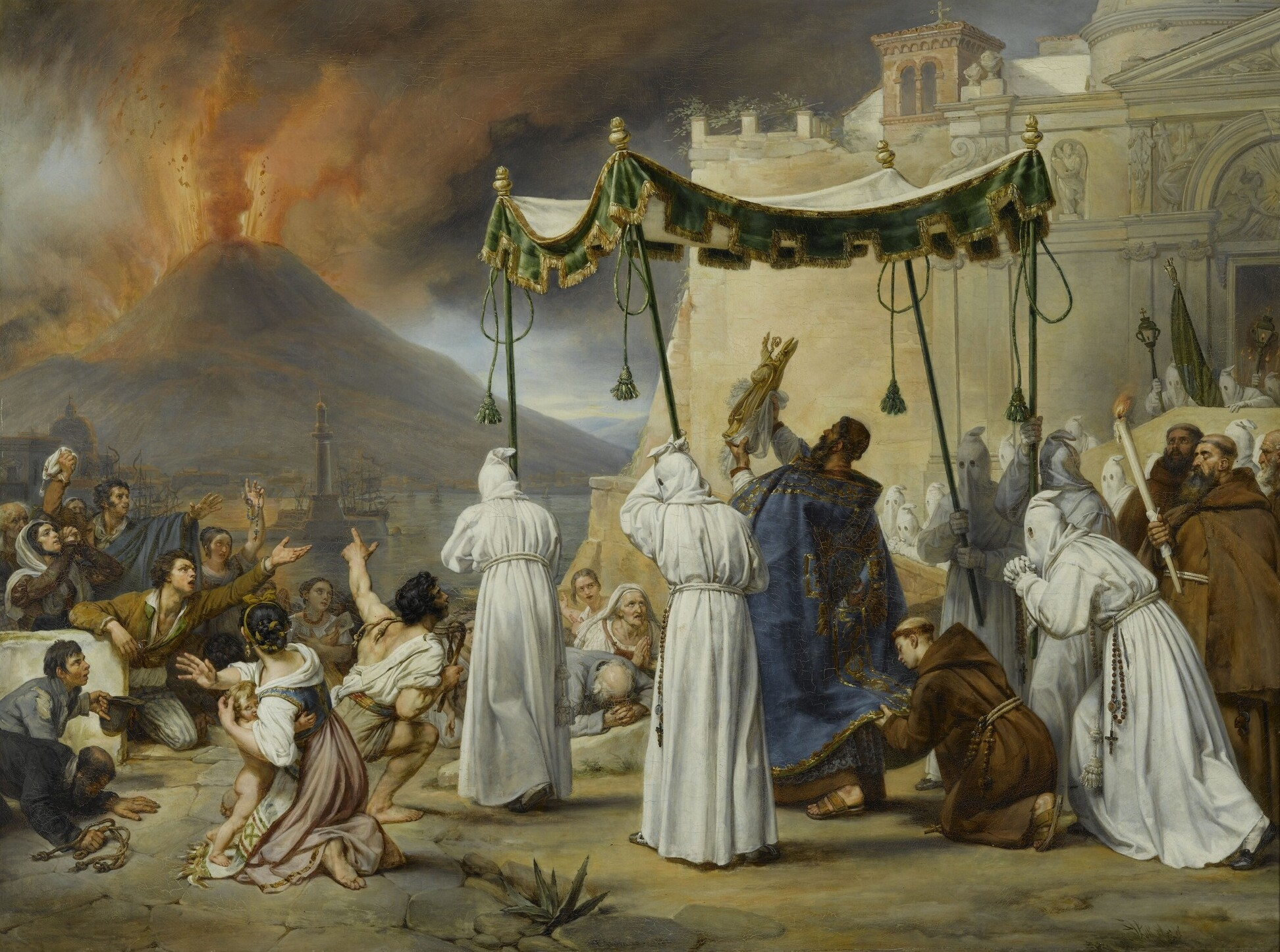
procession

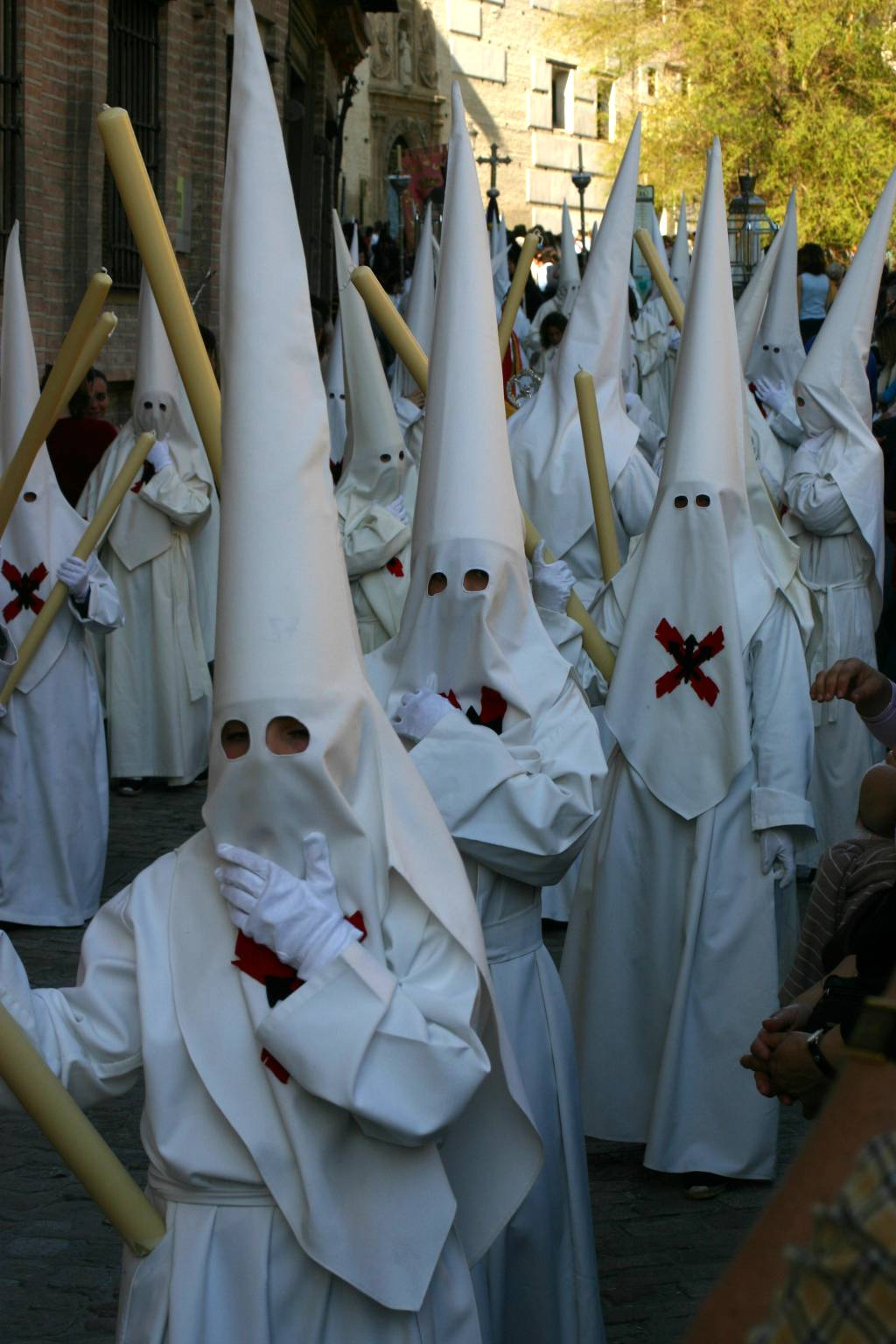
Alcuni Nazareni con indosso il capirote durante la processione della Settimana Santa a Granada

Il capirote è il copricapo, a forma di cono, dei Nazareni e dei Penitenti nelle confraternite (cofradias) della Semana Santa spagnola, intesa come la settimana della passione di Cristo, che va dalla domenica delle palme alla domenica di Pasqua.
Può essere armato o floscio. Solitamente quello armato, a forma di cono con un'armatura di cartone all'interno, viene usato dai Nazareni, mentre quello floscio, che ricade sulla nuca e le spalle, dai Penitenti. Può essere chiamato anche "Cucuruccio" (in spagnolo cucurucho).
L'origine di questo capo è da cercarsi nella forma in cui la Santa Inquisizione intendeva punire i delitti religiosi in Spagna. Nel Medioevo, il condannato veniva vestito con un sambenito e un capirote, fatto girare per le vie della città o paese ed esposto al pubblico ludibrio. Si desume, quindi, che il capirote è un segno di umiliazione per chi lo indossa ed indica penitenza dei propri peccati.